# Contact (film)
Contact è un film del 1997 diretto da Robert Zemeckis.
Il film, adattamento cinematografico dell'omonimo romanzo di Carl Sagan, descrive un ipotetico primo contatto tra umani e alieni e le relative implicazioni etiche e religiose, oltre a parlare in generale del rapporto fra fede e scienza. È stato scritto nelle linee generali dallo stesso Sagan e dalla moglie Ann Druyan e successivamente sceneggiato.

## Trama
Se ci fossimo solo noi sarebbe uno spreco di spazio.
Eleanor Arroway.
Eleanor "Ellie" Arroway è una bambina di 9 anni appassionata fin da piccola di trasmissioni radio, passione che le viene tramandata dall'adorato padre Ted, un radioamatore vedovo (la moglie è morta durante il parto). Un giorno Ted ha un malore cardiaco e la piccola Ellie si lancia in una corsa contro il tempo per prendere le medicine per curarlo, che si trovano al bagno del piano superiore, ma purtroppo non ci riesce, e ciò provoca la morte del padre. Da questo momento Ellie perde la fede religiosa e, con il passare degli anni, inizia a dedicarsi completamente allo studio delle onde radio e poi alla ricerca di segnali di origine extraterrestre, diventando una stimata scienziata in tale settore. Passa così gli anni successivi alla ricerca di possibili segnali di intelligenza extraterrestre nel cosmo, scandagliando lo spazio tramite radiotelescopi del progetto SETI, insieme con un gruppo di ricerca in cui spicca Kent, mite e sensibile scienziato che, nonostante sia non vedente, si dimostra essere uno dei suoi migliori collaboratori.
Un giorno, mentre si trova a Porto Rico, la protagonista incontra Joss Palmer, predicatore e scrittore di forte fede cristiana, che ha studiato teologia senza poi diventare sacerdote in quanto contrario al celibato. Joss, presente sul posto per raccogliere testimonianze di tipo antropologico e sociale sugli indigeni, mette in dubbio la mancanza di fede di Ellie nel momento in cui, quando lei gli chiede scetticamente di darle una dimostrazione scientifica di cosa sia la fede, lui le risponde dicendole di dimostrargli in modo ugualmente scientifico il sentimento di amore che provava verso suo padre. I due si innamorano, ma proprio in quel momento irrompe sulla scena David Drumlin, superiore di Ellie, che le annuncia il taglio dei fondi al progetto che aveva in cantiere. Ellie e Joss si perdono così di vista.
Ellie si affanna a trovare nuovi fondi e si imbatte in una commissione scientifica che, inizialmente dubbiosa, su ordine del signor S. R. Hadden, un misterioso magnate industriale definito "osservatore" (in quanto ha assistito tramite una videocamera alla conferenza che Ellie ha tenuto alla commissione), cambia idea e finanzia a Ellie un nuovo progetto. Per molto tempo non accade nulla, poi improvvisamente le antenne a cui Ellie lavora ricevono uno strano segnale, di indubbia provenienza extraterrestre, la cui origine viene localizzata nelle vicinanze della stella Vega. Il segnale viene decodificato e inizialmente appare come una sequenza di numeri primi, poi appare un secondo segnale che si rivela contenere un messaggio "superficiale", ovvero il filmato di un discorso di Adolf Hitler risalente alla Germania nazista, tratto dalla cerimonia di apertura dei giochi olimpici di Berlino del 1936, inviato per far capire ai terrestri di essere osservati dai mittenti del messaggio; infine, estraendo opportuni fotogrammi inframmezzati alle immagini e combinandoli con i dati del segnale originale, appare il vero messaggio, che, una volta decifrato grazie ad Hadden, si rivela essere un insieme di pagine tridimensionali che contiene il progetto per la costruzione di una gigantesca macchina, probabilmente studiata per il trasporto interstellare di un singolo essere umano (particolare diverso dal romanzo di Carl Sagan, dove i viaggiatori sono cinque).
La macchina viene costruita e preparata per l'uso. David si prende il merito della scoperta, nonostante essa fosse di Ellie. Una ristretta rosa di piloti e scienziati viene selezionata ed esaminata per scegliere il passeggero della macchina, che andrà ad assumere il ruolo di primo ambasciatore della razza umana in chissà quale realtà. Ellie è fra i candidati, ma il compito di prendere parte ai test del veicolo viene infine affidato a David, poiché alla domanda sulla propria fede in Dio risponde in modo affermativo, al contrario di Ellie: per questo si ritiene che egli possa rappresentare meglio gli ideali degli Stati Uniti d'America e dell'umanità.
Al momento del collaudo, però, un pazzo fanatico religioso, già visto in precedenza da Ellie nelle vesti di santone, si fa saltare in aria dopo essersi infiltrato nello staff travestito da tecnico. In questo modo egli distrugge il gigantesco teletrasportatore e uccide tutti gli addetti ai lavori, fra cui lo stesso David. Si scopre a questo punto che il governo, per sicurezza, tramite subappalti aveva fatto segretamente costruire un secondo teletrasportatore, situato sull'isola di Hokkaido, in Giappone. Siccome Ellie era risultata la seconda miglior candidata, è in programma a breve il lancio con lei a bordo. A comunicare tutto questo è Hadden, che chiama Ellie dalla stazione spaziale Mir, dicendole che stare nello spazio è l'unico modo per preservarsi da un tumore da cui è affetto e a causa del quale morirà in breve tempo.
Alla partenza di Ellie per altri mondi presenziano le due persone più importanti per lei, che non aveva più visto: Kent, il suo adorato amico e compagno di lavoro, e Joss, il suo amore perduto, che nel frattempo è diventato uno scrittore di fama mondiale. Era stato Joss, davanti alla commissione per la scelta di chi sarebbe partito, a chiederle se credeva in Dio; in questo modo, essendo certo che Ellie avrebbe risposto negativamente, avrebbe fatto in modo che non sarebbe potuta partire, amandola ancora ed avendo paura di perderla.
Ellie parte e ha quindi modo di viaggiare attraverso diversi tunnel spaziotemporali, vedendo sistemi stellari extraterrestri (tra cui una stella che probabilmente è proprio Vega) e meravigliosi avvenimenti cosmici di fronte ai quali rimane stupefatta, per approdare infine su un corpo celeste ignoto, che le si presenta con l'aspetto di un bellissimo ricordo infantile, ossia l'aspetto che lei immaginava avesse una spiaggia di Pensacola, in Florida, un contatto radio che da piccola trovò col padre, ed avere finalmente modo di incontrare gli extraterrestri che da tempo cerca, i quali le parlano tramite un loro rappresentante che le compare con le sembianze ed il comportamento di suo padre: gli extraterrestri hanno quindi esaminato i ricordi di Ellie per crearle un'atmosfera familiare, mentre lei era momentaneamente incosciente.
L'extraterrestre le dice che a ideare il sistema di trasporto non furono i suoi simili ma un'altra specie presente in tempi precedenti, che in realtà la sua specie è solo rimasta in ascolto mentre gli umani cercavano per primi di inviare segnali nello spazio e che lui e i suoi simili non sanno chi siano e che fine abbiano fatto coloro che hanno creato il sistema di trasporto, ma pensano che forse un giorno torneranno. Terminato questo commovente primo incontro, Ellie si ritrova nuovamente sulla Terra, ma scopre che, sulla Terra, sono trascorsi solo pochi secondi dalla sua partenza, suscitando l'inevitabile scetticismo.
Ellie viene convocata davanti a una commissione d'inchiesta, ma non può mostrare prove tangibili del suo viaggio e di quel che ha visto, perché la videocamera che aveva con sé, stranamente, ha registrato solo rumore bianco e nessuna immagine. In mancanza di prove, chiede che le credano per fede, dicendo di aver passato circa diciotto ore fra viaggio e incontro, al contrario di quanto è stato visto da tutti, cioè che lei avrebbe perso i contatti con la base solo per pochi istanti a causa di un problema tecnico del macchinario teletrasportatore e che il modulo nel quale lei era sistemata sarebbe caduto in una rete di sicurezza sopra al mare, appena dopo lo sgancio. Ellie viene per questo derisa e si sente esattamente come quando aveva criticato la fede di Joss, durante il loro primo incontro. Anche se la commissione non le crede – anzi arriva a insinuare che tutta la storia sia una presunta mistificazione da parte di Hadden, nel frattempo deceduto – Ellie è comunque rincuorata dal fatto che molta gente comune la crede sincera ed organizza manifestazioni a suo favore, a partire dal suo amato Joss, che ora è con lei.
Poco tempo dopo, il capo della commissione scopre una prova rilevante: la registrazione della videocamera di Ellie, nonostante non contenga nulla di visibile, dura circa diciotto ore, proprio il tempo dichiarato da Ellie. La Casa Bianca decide di tenere nascosto questo elemento, ma anche di continuare a finanziare le ricerche di Ellie. La donna torna così a occuparsi del progetto SETI e a cercare segnali dallo spazio, senza più raccontare a nessuno la sua straordinaria esperienza, di cui conserva comunque un meraviglioso e perpetuo ricordo.

## Produzione
L'idea di scandagliare lo spazio alla ricerca di trasmissioni radio che possano ricondurre a forme di vita intelligenti su corpi celesti diversi dalla Terra è concretizzata nel progetto SETI, realmente e tuttora esistente, dagli anni sessanta.
Carl Sagan ha concepito l'idea di Contact nel 1979. Lo stesso anno Lynda Obst, una delle migliori amiche di Sagan, è stata assunta dal produttore Peter Guber come produttrice esecutiva nella sua casa di produzione, Casablanca FilmWorks. Lynda gli ha proposto l'idea Contact, e Peter si è subito interessato a un'ipotetica produzione. E così Sagan, insieme con la moglie Ann Druyan, ha scritto un trattamento di circa cento pagine, finendolo nel novembre del 1980. Druyan ha detto "Il sogno di Carl, e il mio, era di scrivere qualcosa, che in un film rappresentasse cosa fosse questo contatto, qualcosa che mostrasse la grandezza dell'universo". Aggiunsero la scienza e la religione, come metafora filosofica del contatto fra esseri umani e alieni.
Sagan incorporò nel film gli studi del fisico teorico Kip Thorne sui wormhole e sui viaggi spaziali. La caratterizzazione della dottoressa Ellie è stata ispirata dalla dottoressa Jill Tarter, che era a capo del progetto Phoenix dell'istituto SETI. Jodie Foster l'ha incontrata durante la preparazione del ruolo. La dottoressa Tarter fornì numerose indicazioni alla storia per renderla realistica e in parte simile alla sua carriera dagli anni cinquanta. Anche il personaggio di Kent, lo scienziato non vedente presente nel film, è ispirato a un vero tecnico SETI, con cui condivide anche il nome (Kent Cullers).
Dal trattamento altri sceneggiatori presero la storia, unendola alle testimonianze della Tarter, sviluppando quella che sarebbe stata la storia.
Guber nel frattempo divenne il presidente della Sony Pictures Entertainment ma i diritti del film nel frattempo erano stati acquistati da Warner Bros., che nel 1989, affidò la produzione esecutiva a Lynda. Fu proposta la regia a Robert Zemeckis che dovette rinunciare, in quanto al lavoro su un film sulla vita di Harry Houdini.
Nel dicembre del 1993, la Warner Bros. propose George Miller per la regia, e incominciò la pre-produzione del film, con Jodie Foster scelta come protagonista. Fu proposto a Ralph Fiennes di interpretare Palmer Joss, e Linda Hunt come presidentessa degli Stati Uniti. 
Miller chiese di aggiungere alla trama altri elementi, quali la presenza del papa, e degli alieni più visibili rispetto al plot originale, con un wormhole che portava su un altro pianeta. Il film avrebbe dovuto essere pronto per Natale 1996, ma la produzione con le richieste di Miller sarebbe slittata rispetto ai tempi previsti. Lo studio voleva cambiare regista, perché le sue pretese avrebbero posticipato l'uscita del film e aumentato il budget necessario per la produzione. Nel frattempo Robert Zemeckis si fece risentire, riproponendosi come regista. Il regista scelse Matthew McConaughey per interpretare Palmer Joss. Matthew rinunciò a interpretare il protagonista di The Jackal in favore del ruolo in Contact. Per interpretare Ellie da bambina, è stata scelta Jena Malone, e in produzione i suoi occhi, in origine castani, sono stati resi blu per essere uguali a quelli di Jodie Foster.
A Carl Sagan fu diagnosticata la sindrome mielodisplasica nel 1994, ma andò avanti ugualmente a lavorare alla produzione del film, morendo prima che questa si ultimasse.

## Distribuzione
Il film è uscito nelle sale negli USA l'11 luglio 1997 e nelle sale italiane il 26 novembre 1997.

## Accoglienza
Con un budget di produzione di 90 milioni di dollari, il film ha incassato 171 milioni di dollari in tutto il mondo.

## Critica e riconoscimenti
Il film è stato accolto molto positivamente, sia per l'ottimo incasso al botteghino (quasi il doppio dei costi di produzione) sia per le tematiche trattate.
Il critico Roger Ebert paragona Contact come importanza a Incontri ravvicinati del terzo tipo, film culto del 1977 di Steven Spielberg, definendolo come uno dei migliori studi cinematografici sulla vita aliena. Ebert aggiunge Contact alla lista dei migliori film di sempre, nella Great Movies collection.
Un altro critico, James Berardinelli, definisce Contact uno dei migliori film del 1997 e sostiene che il film è la dimostrazione che Hollywood è capace di creare magie, definendolo fra i migliori film di fantascienza ed equiparandolo ad un'autentica pietra miliare di tale genere, 2001: Odissea nello spazio di Stanley Kubrick, del 1968. Mick LaSalle del San Francisco Chronicle dice di aver gradito i primi 90 minuti per poi non aver apprezzato i troppi effetti speciali nel finale. Rita Kempley del Washington Post invece è fra i pochi critici a dichiarare di non aver gradito il film, definendolo troppo basato sul dibattito fede/scienza.
La pellicola uscì in un anno ricco di film rimasti celebri, molti dei quali anche di fantascienza, ma tra tutti quello di maggior successo fu Titanic. Contact fu candidato agli Academy Award per il miglior sonoro, ma l'Oscar fu uno dei tanti vinti dal colossal di James Cameron dedicato al naufragio della famosa nave inglese. Jodie Foster fu candidata come miglior attrice per il Golden Globe, vinto poi da Judi Dench con La mia regina.
Contact ha vinto il premio Hugo nel 1998 nella categoria Best Dramatic Presentation prevalendo su candidati come Gattaca, Men in Black e Starship Troopers. La Academy of Science Fiction, Fantasy & Horror Films ha premiato Jodie Foster (Best Actress) e Jena Malone (Best Performance by a Younger Actor) al 24º Saturn Awards. Al Saturn Award sono stati candidati anche Robert Zemeckis come miglior regista, gli sceneggiatori James V. Hart e Michael Goldenberg e il compositore della colonna sonora Alan Silvestri. Sempre al Saturn Award, Contact era stato fra i candidati come miglior film di fantascienza, ma il premio fu vinto da Men in Black.